# 約威老大學
約威老大學（英語：Yorkville University）是一所私立營利性大學，成立於2003年，位於加拿大紐賓士域省。該大學於2004年秋季接受了第一批學生，這些學生入讀在紐賓士域省腓特烈頓提供的項目，這在當時是約威老大學旗下唯一的機構。此後，該大學在安大略省協調市（Concord）和卑詩省溫哥華開設了實體校區。

## 學術
約威老大學獲授權在安大略省、卑詩省和紐賓士域省提供學位課程項目，包括工商管理學士學位。

## 校園
約威老大學沒有傳統的校園。四個校舍地點都在辦公大廈或商業園區設置：
- 紐賓士域省腓特烈頓：位于林邊里100號（100 Woodside Lane）的雙层建筑
- 安大略省多倫多：與多倫多電影學院（Toronto Film School）共享校舍，位於央街460號（460 Yonge Street）
- 安大略省協調市（Concord）：校舍前為RCC Institute of Technology，現由約威老大學與多倫多電影學院共享，位於士刁士西路2000號（2000 Steeles Avenue West）
- 卑詩省溫哥華：新西敏（二埠）第六街88號300室（88 Sixth Street, Suite 300, New Westminster）

## 外部連結
- 約威老大學官方网站